# Marie Cuttoli

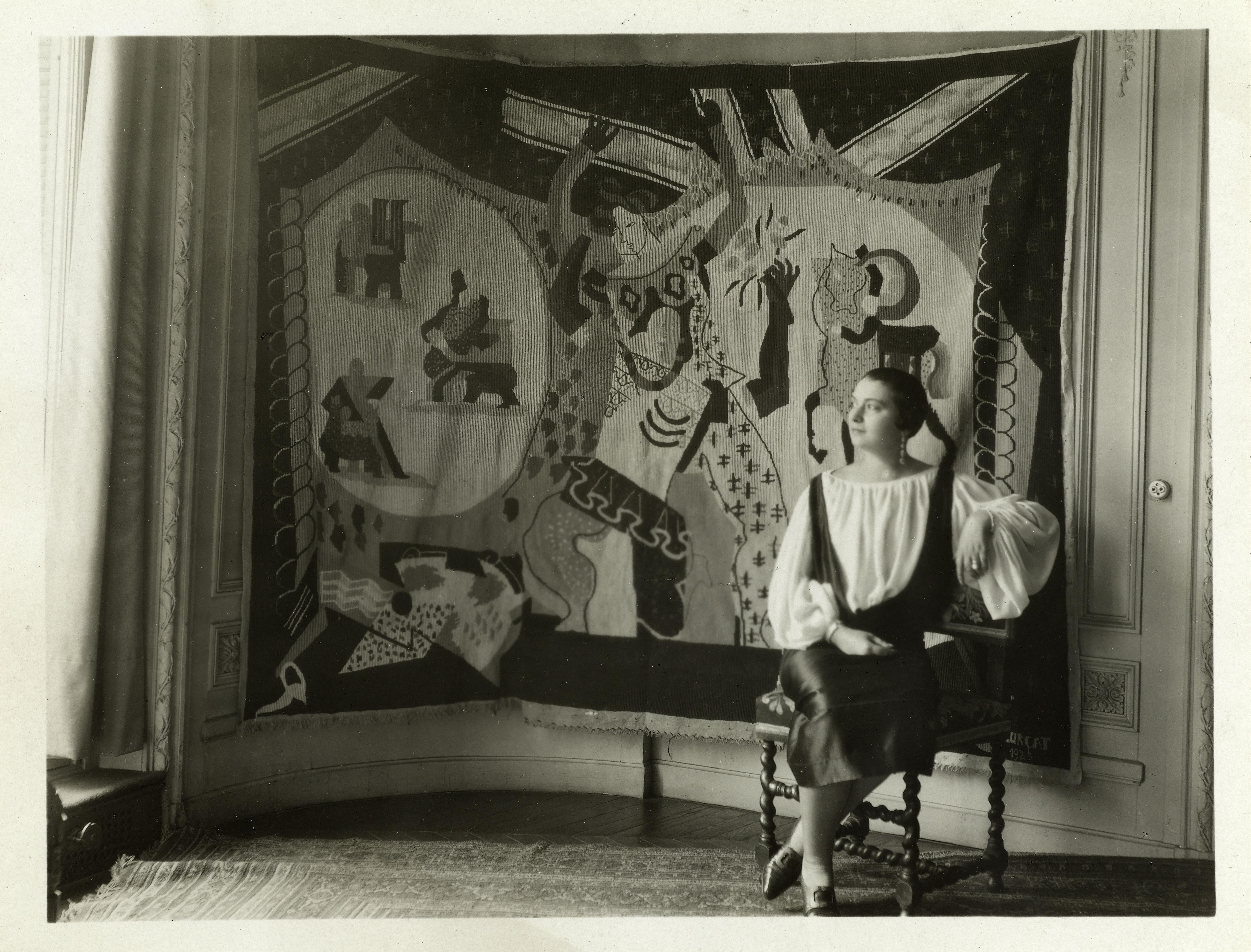
Marie Cuttoli

Marie Cuttoli (Tulle, 8 november 1879 - Antibes, 23 mei 1973) was een Franse ondernemer en kunsthandelaar.

## Biografie
Ze werd geboren als Marie (Myriam) Bordes en nam de naam van haar man aan, Paul Cuttoli, een politicus in Algerije. Ze richtte in Algerije een manufactuur op voor borduren en het weven van tapijten. Haar producten verkocht ze aan modewinkels in Parijs. Cuttoli leefde afwisselend in Algerije en Parijs en begon met het verzamelen van moderne kunst. In 1922 richtte ze de firma Myrbor op om haar producten te verkopen. Vanaf 1928 legde ze zich via deze firma toe op het vervaardigen en verkopen van wandtapijten. De wandtapijten liet ze vervaardigen in de traditionale ateliers van Aubusson maar voor het ontwerpen van de kartons koos ze hedendaagse kunstenaars: Fernand Léger, Lucien Coutaud, Jean Lurçat, Georges Rouault, Pablo Picasso, Georges Braque, Le Corbusier, Raoul Dufy en Man Ray maakten ontwerpen voor haar Aubussontapijten. Ze verkocht deze tapijten vanaf 1939 ook in de Verenigde Staten, waar ze met hulp van kunstverzamelaar Albert Barnes een reizende tentoonstelling organiseerde, die tot in de jaren 1940 door het land trok.